# Hall bei Admont
Hall bei Admont is een voormalige gemeente in de Oostenrijkse deelstaat Stiermarken. Ze maakte deel uit van het district Liezen.
De gemeente Hall bei Admont telde op in 2014 1744 inwoners. In 2015 ging ze, samen met Johnsbach en Weng im Gesäuse, bij een herindeling op in de gemeente Admont. Sindsdien is Hall (zonder toevoeging) een ortschaft van die gemeente.
Admont ·
Aigen im Ennstal ·
Altaussee ·
Altenmarkt bei Sankt Gallen ·
Ardning ·
Bad Aussee ·
Bad Mitterndorf ·
Gaishorn am See ·
Grundlsee ·
Irdning-Donnersbachtal ·
Landl ·
Lassing ·
Liezen ·
Rottenmann ·
Sankt Gallen ·
Selzthal ·
Stainach-Pürgg ·
Trieben ·
Wildalpen ·
Wörschach
Politische Expositur Gröbming:
Aich ·
Gröbming ·
Haus ·
Michaelerberg-Pruggern ·
Mitterberg-Sankt Martin ·
Öblarn ·
Ramsau am Dachstein ·
Schladming ·
Sölk